# 東大阪市立新喜多中学校
東大阪市立新喜多中学校は、大阪府、東大阪市、新喜多2丁目5-3 にある。

## 沿革
当時の布施市（合併で東大阪市となる）で最初の中学校の一つとして、学制改革と同時期の1947年に創立した。
布施市など3市は1967年に合併して東大阪市となったが、東大阪市では市立小中学校の校名について、番号での校名を廃して学校所在地の名称などを取り入れる方針をとった。これに伴い新喜多中学校の校名に改称している。

### 年表
- 1947年4月21日 - 布施市立第二中学校として創立
- 1967年2月1日 - 合併により東大阪市立第二中学校に改称
- 1967年4月1日 - 東大阪市立新喜多中学校に改称
- 1969年10月11日 - 体育館落成
- 1972年8月1日 - プール竣工
- 1995年2月 - パソコン教室完成

## 通学区域
- 東大阪市立西堤小学校、東大阪市立藤戸小学校の校区。

## 交通
- 地下鉄中央線 高井田駅 南南東へ約700m
- 近鉄奈良線 河内永和駅 北東へ約1.5km、または河内小阪駅北西へ約1.6km